# Presidentvalet i USA 1812
Presidentvalet i USA 1812 var det sjunde valet i nationens historia. Det överskuggades av 1812 års krig som hade drabbat de norra delarna av landet hårdare än de södra. En splittring uppvisades i det Demokratisk-republikanska partiet där huvudkandidaterna i valet blev sittande president James Madison och DeWitt Clinton som främst stöddes av Demokrat-republikaner i de norra delarna av landet. Clinton fick passivt stöd från Federalisterna som inte tillsatte någon motkandidat. Madison omvaldes med 128 elektorsröster mot 89.
I maj höll Demokratisk-republikanska partiet i New York ett primärval där DeWitt nominerades som presidentkandidat. I det nationella primärvalet samma månad, valdes Madison som partiets officiella presidentkandidat för en andra period. DeWitt Clinton var brorson till vicepresident George Clinton som hade utmanat Madison år 1808 och också vunnit sex röster i New York. George Clinton hade avlidit 1813 och lämnat vicepresidentposten vakant.
I juni deklarerade USA krig emot Storbritannien. Clinton började då söka stöd bland Demokrat-republikaner som var emot kriget. Med Clinton i opposition mot Madison valde Federalisterna att inte nominera någon kandidat i förhoppning att Clinton skulle vinna på det. Något formellt stöd gavs dock inte för att inte försvaga partiet. Federalisterna i Virginia nominerade dock Rufus King som tidigare varit vicepresidentkandidat. Det kan ha avgjort valet då det blev väldigt jämnt i viktiga delstater.
Till vicepresident valdes Elbridge Gerry.